# Anarquismo e religião
Os adeptos do anarquismo tradicionalmente têm sido contra as religiões organizadas e institucionalizadas, que os anarquistas vêem como, em sua maioria, hierárquicas e estreitamente alinhadas com estruturas contemporâneas de poder como o Estado e o domínio do capital. No entanto, isto não significa que sejam opostos à sistemas de crenças pessoais ou coletivos, que nem sempre estão relacionados ao autoritarismo das religiões mais institucionalizadas. O antiautoritarismo é um tema central entre alguns grupos religiosos.
Alguns anarquistas notáveis foram religiosos, como Leo Tolstoi e Ammon Hennacy, ambos crentes fiéis dos princípios da não-violência e do anarquismo cristão.
Durante a Revolução Espanhola muitos anarquistas espanhóis eram também espíritas conseguindo estabelecer paralelos entre o anarquismo e o espiritismo. Outros anarquistas se como Gary Snyder e Diane di Prima encontraram fortes ligações entre o pensamento e ação anarquista nos preceitos do budismo. Muitos no entanto, se consideram deístas, agnósticos ou mesmo ateus.Tambem a lista de anarquistas judeus é vasta.